# 1430年代
1430年代（せんよんひゃくさんじゅうねんだい）は、西暦（ユリウス暦）1430年から1439年までの10年間を指す十年紀。

## できごと

### 1431年
- ポルトガル人により、アゾレス諸島が発見される。

### 1438年
- ハプスブルク家による神聖ローマ皇帝世襲のはじめ（アルブレヒト2世即位）。